# Haga borg

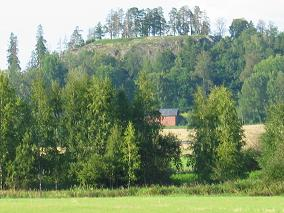
Haga borgberg

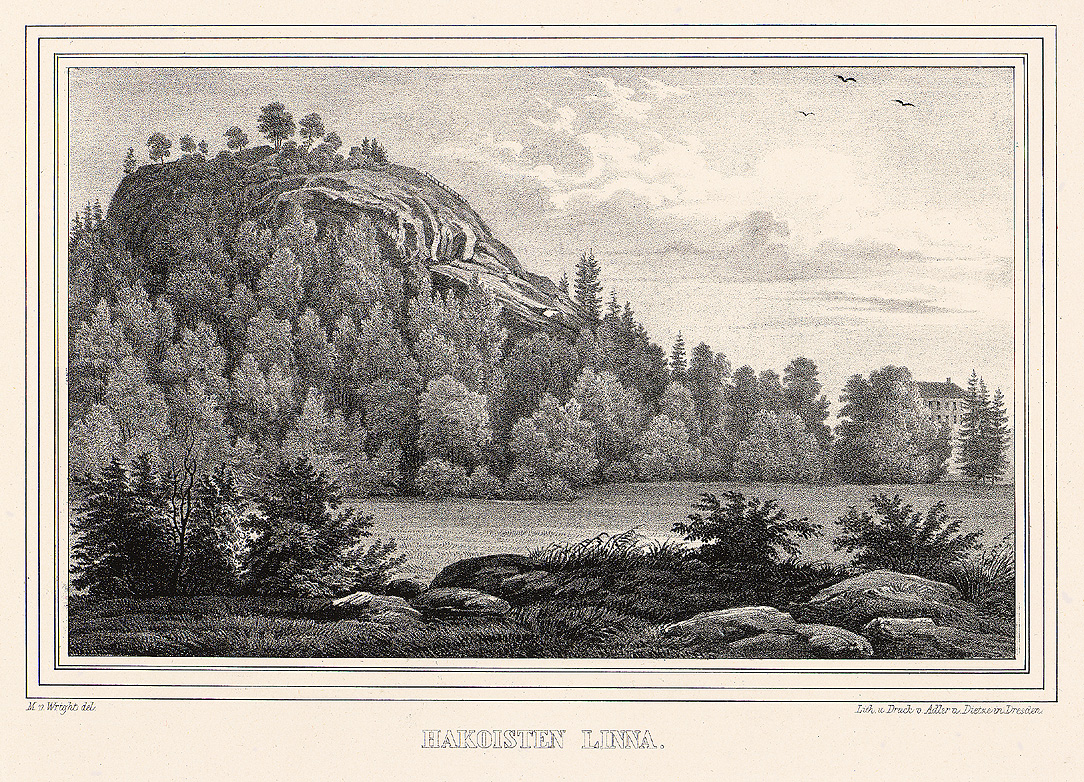
Haga borg, enligt Magnus von Wright, i Finland framstäldt i teckningar (1845).

Haga borg (finska Hakoisten linna) är en fornborg i Janakkala i Tavastland i Finland. Borgens nuvarande ruiner anses vara från medeltiden, möjligen från 1200-talet. Det är dock inte fullständigt klarlagt då de arkeologiska utgrävningar som stödjer denna teori gjordes i början av 1900-talet. Borgen anses vara den som Birger Jarl anlade efter sitt korståg 1249, belägen 17 kilometer utanför Tavastehus. Det vill säga föregångaren till det nuvarande Tavastehus slott, som uppfördes på 1280-talet och omnämndes för första gången i skrift 1308. Namnet Haga borg, kommer av att borgberget ligger i anslutning till säteriet Haga gård, vilket syns längst till höger på Magnus von Wrights avbildning från 1840-talet.
Haga borg, som ligger 62 meter över den närbelägna Kernala sjö, är belägen på ett plant bergskrön om 100 x 120 meter och kan ha varit använd som fornborg redan under järnåldern. Ruinerna som finns kvar är senare. Dagens ruiner består av en 160 meter lång ringmur, jordvall och torrgrav som utgör förborgen, samt ett torn med fyra meter tjocka murar och en huvudbyggnad som utgör huvudborgen på hjässan. Huvudbyggnadens mått är 27 x 12 meter, delvis byggt i tegel. Lösfynden, redskap och vapen av järn, är från tidig medeltid och ett myntfynd av silver från kung Birger Magnussons regeringstid omkring 1300.